# Castell d'Osaka
El castell Osaka (大坂城, Ōsaka-jō) és un castell japonès situat a Osaka, Japó. Originalment anomenat Ōzaka-jō, és un dels castells més famosos del país i va exercir un paper important en la unificació del Japó durant el període Azuchi-Momoyama del segle xvi.
El castell es troba en una àrea d'aproximadament un quilòmetre quadrat, dins el Parc Públic del Castell d'Osaka (大阪城公园, Ōsaka-jō koen). Va ser construït en dues plataformes de terreny emplenat, amb muralles creades a base de pedres tallades, i està envoltat d'un pou amb aigua de manera similar als castells europeus. El castell té cinc pisos interiors (accessibles per mitjà d'un ascensor), i vuit pisos exteriors, i va ser construït sobre una base de pedra alta per protegir els seus ocupants d'atacants amb espases.
El castell es troba obert al públic, i és fàcilment accessible des de l'estació Parc Públic del Castell d'Osaka.
El castell és un punt popular de trobada durant les festes del hanami, que té lloc durant el floriment de la sakura.
L'interior del castell conté un museu, sala de convencions, i l'Altar Toyokuni, dedicat a Toyotomi Hideyoshi.